# Mnesilochus nieuwenhuisi
Mnesilochus nieuwenhuisi är en insektsart som först beskrevs av Bragg 1994.  Mnesilochus nieuwenhuisi ingår i släktet Mnesilochus och familjen Phasmatidae. Inga underarter finns listade i Catalogue of Life.